# Благой, Олег Николаевич
Олег Николаевич Благой (укр. Олег Миколайович Благий, родился 4 декабря 1979 в Киеве) — украинский хоккеист, защитник клуба «Белый Барс».

## Карьера

### Клубная
В послужном списке Благого киевские команды ШВСМ Сокол, «Льдинка», «Беркут-Киев», «Беркут» (клуб 2002 года образования), «Сокол», АТЭК, «Компаньон-Нафтогаз»; белорусские клубы «Неман», «Керамин», «Брест» и «Витебск» и российская команда «Химик» из Воскресенска, румынские «Чиксереда» и «Прогым». Шестикратный чемпион Украины, чемпион Восточноевропейской хоккейной лиги (1999), победитель Кубка Украины (2007).

### В сборной
В молодёжной сборной Украины играл на чемпионате мира в группе B в 1999 году. В сборной Украины сыграл 51 матч (6 голов и 4 голевых паса), участник чемпионатов мира с 2007 по 2010 годы. Чемпион Универсиады 1999 года.